# Bad Boys Blue
Bad Boys Blue – międzynarodowy zespół śpiewający muzykę pop i euro disco utworzony w Kolonii. W skład grupy wchodzili: Andrew Thomas, Trevor Taylor i John McInerney. Później także: Trevor Bannister, Kevin McCoy, Mo Russel, Rui Carlos Ferreira i Kenny „Krayzee” Lewis.
Nagrali wspólnie wiele hitów, jak: „You’re a Woman”, „Pretty Young Girl”, „I Wanna Hear Your Heartbeat” i „Come Back and Stay”.
Pierwotnie członków zespołu chciano znaleźć w Anglii.

## Historia zespołu
W 1984 założyciele wytwórni Coconut Records, Tony Hendrik i Karin van Haaren, postanowili stworzyć muzyczny projekt.
W latach 2005–2009 istniał projekt pod nazwą The Real Bad Boys Blue, w którego skład wchodzili: Kevin McCoy, Andrew Thomas i Herb McCoy, którego w 2008 zastąpił Jerome Cummins. Był to projekt złożony wyłącznie z amerykańskich wykonawców. Później Herb McCoy utworzył solowy projekt istniejący do dziś będący kolejną wersją Bad Boys Blue. Z kolei grupa z Johnem McInerneyem w tym okresie występowała pod nazwą The Official Bad Boys Blue.
Od 2012 John McInerney na koncertach występuje razem ze swoją drugą żoną, Sylwią, oraz jej siostrą-bliźniaczką Edytą Mariasiewicz, które występują na scenie pod pseudonimem Edith Miracle od 2005. Obie wokalistki są Polkami.

## Członkowie

### Obecni
- John McInerney (ur. 1957) – śpiew (od 1984)

### Byli członkowie
- Andrew Thomas (ur. 1946, zm. 2009) – śpiew, instrumenty klawiszowe (1984–2005)
- Trevor Taylor (ur. 1958, zm. 2008) – śpiew (1984–1989)
- Trevor Bannister (ur. 1965) – śpiew (1989–1993)
- Mo Russel (ur. 1956) – śpiew (1995–1999)
- Kevin McCoy (ur. 1971) – rap (2000–2003)
- Rui Carlos Ferreira (ur. 1969) – śpiew (2006–2011)
- Kenny „Krayzee” Lewis (ur. 1980) – rap (2011)

## Ciekawostki
Tina Ruland po raz pierwszy pojawiła się w telewizji w październiku 1988 roku jako wokalistka wspierająca zespołu Bad Boys Blue w przeboju stacji ZDF z piosenką "A World Without You (Michelle)" oraz wystąpiła w teledyskach:
- "A world without you (Michelle)" (1988);
- "A train to nowhere" (1989).

W teledysku do piosenki "Hungry for Love" wystąpiła modelka Linda Taylor.
Lyane Leigh Hegemann w ramach projektu Euro-Disco Bad Boys Blue zaśpiewała żeński wokal w teledysku utworu "Come Back and Stay", a także wystąpiła z zespołem w 1987.

## Dyskografia

### Albumy
- 1985: Hot Girls, Bad Boys
- 1986: Heart Beat
- 1987: Love Is No Crime
- 1988: My Blue World
- 1989: The Fifth
- 1990: Game of Love
- 1991: House of Silence
- 1992: Totally
- 1993: Kiss
- 1994: To Blue Horizons
- 1994: Completely Remixed
- 1996: Bang Bang Bang
- 1998: Back
- 1999: ...Continued
- 1999: Follow the Light
- 2000: Tonite
- 2003: Around the World
- 2008: Heart & Soul
- 2009: Rarities Remixed
- 2010: 25 (The 25th Anniversary Album)
- 2015: 30
- 2018: Heart & Soul (Recharged)
- 2020: Tears Turning To Ice

### DVD
- 2005: 1985 – 2005 | Video Collection
- 2007: Bad Boys Best Videos
- 2012: Live on TV

### Single
- 1984: „L.O.V.E. in My Car”
- 1985: „You’re a Woman”
- 1985: „Pretty Young Girl”
- 1985: „Bad Boys Blue”
- 1986: „Kisses and Tears (My One and Only)”
- 1986: „Love Really Hurts Without You”
- 1986: „I Wanna Hear Your Heartbeat (Sunday Girl)”
- 1987: „Gimme Gimme Your Lovin (Little Lady)”
- 1987: „Come Back and Stay”
- 1988: „Don't Walk Away Susanne”
- 1988: „Lovers in the Sand”
- 1988: „A World Without You (Michelle)”
- 1988: „Hungry for Love”
- 1989: „Lady in Black”
- 1989: „A Train to Nowhere”
- 1990: „How I Need You”
- 1990: „Queen of Hearts”
- 1991: „Jungle in My Heart”
- 1991: „House of Silence”
- 1992: „I Totally Miss You”
- 1992: „Save Your Love”
- 1993: „A Love Like This”
- 1993: „Kiss You All Over, Baby”
- 1993: „Go Go (Love Overload)”
- 1994: „Dance Remixes”
- 1994: „Luv 4 U”
- 1994: „What Else?”
- 1995: „Hold You in My Arms”
- 1996: „Anywhere”
- 1998: „You’re a Woman ’98”
- 1998: „From Heaven to Heartache”
- 1999: „The-Hit-Pack”
- 1999: „Hold You in My Arms”
- 2000: „I’ll Be Good”
- 2003: „Lover on the Line”
- 2003: „Baby Come Home”
- 2003: „Babe”
- 2008: „Still in Love”
- 2009: „Queen of My Dreams”
- 2010: „Come Back And Stay Re-Recorded 2010”
- 2015: „You’re a Woman 2015”
- 2018: „Queen of My Dreams (Recharged)”
- 2020: „With Our Love” (with Tom Hooker and Scarlett)
- 2020: „Killers”
- 2021: „Tears Turning To Ice (Remix)”